# SMASH THE BRAIN
SMASH THE BRAIN (スマッシュ・ザ・ブレイン)は、日本・大阪府のメロディックデスメタル、メタルコアバンド。元々はハードコア・パンクバンドとして活動していたが、後にヘヴィメタルへと接近し、メロディックデスメタル/メタルコアへと音楽性を転換した。

## 略歴
1995年に山口秀典が他3名でバンドを結成。1996年に同バンドに島田一平が加入。これがきっかけで、山口と島田が知り合う。1997年に、山口 (Vo、Ds)と島田 (G、Vo)の2名でSMASH THE BRAINを結成。バンド名はスマッシング・パンプキンズからヒントを得たという。ベースレスで活動を開始する。当初は、ハードコア・パンクバンドとして活動を開始した。その後、スプリット盤やコンピレーション・アルバムに参加。2000年に1stアルバム『Keep our way!!』をアミューズ内のレーベルD.C.R.からリリース。
その後、ヘヴィメタルの要素を取り入れるようになり、デモテープがきっかけとなって大阪のLights Out Recordsのコンピレーション・アルバム、『The Red Hot Burning Hell Vol.4』に参加。それから、2人目のギタリスト、木澤秀紀 (G)が加入、3人体制となる。2003年にLights Out Recordsから2ndアルバム『Forever Lasting Twilight』をリリース。同アルバムでは、島田がギター、ボーカルに加えて、ベース、キーボードを担当した。リリースと前後して、ベーシストの片野伸一 (B)が加入、4人体制となる。
しかし、結成から8年が経過して、結成メンバーの山口が脱退。南勝秀児 (Vo)と鴨宮正樹 (Ds)が新たに加入、5人体制となる。2004年冬にデモCD『Sanity In Disunion + Caged』をリリースし、スピリチュアル・ビーストと契約。2006年に3rdアルバム『Construction Of Despair』をリリース。
2009年12月5日のライブをもって、解散した。

## メンバー

### 最終メンバー
- 南勝秀児 (Shuji Minamikatsu) - ボーカル
- 島田一平 (Ippei Shimada) - ギター、ボーカル

後にゴシックメタルバンド、Eleanorで活動。
- 木澤秀紀 (Hidenori Kizawa) - ギター、ボーカル
- 片野伸一 (Shinichi Katano) - ベース

後にゴシックメタルバンド、Eleanorで活動。
- 鴨宮正樹 (Masaki Kamomiya) - ドラムス

Radicaliz、Grim Force、Rigor Mortis、Rosenfeldでも活動。

### 旧メンバー
- 山口秀典 (Hidenori Yamaguchi) - ボーカル、ドラムス

## ディスコグラフィー
- 2000年 Keep our way!! (life is beautiful/D.C.R.、LIBK-1003)
- 2003年 Forever Lasting Twilight (Lights Out Records、YKG-013)
- 2006年 Construction of Despair (スピリチュアル・ビースト、SBCD-1043)

### デモ
- 2004年 Sanity In Disunion + Caged